# Ramon de Bacardí i Cuyàs
Ramon de Bacardí i Cuyàs   (Barcelona, 1791 - 23 de desembre de 1866) fou un comerciant i rendista català.

## Biografia
Fill de Baltasar de Bacardí i Tomba i d'Antònia Cuyàs i Artigas. Es va casar amb Josepa de Janer i de Gònima, amb qui va tenir els fills Baltasar i Alexandre de Bacardí i de Janer.
Va continuar el negoci de comerciant del seu pare, i com a tal estava matriculat a la Junta de Comerç: els seus vaixells traginaren intensament cap a Amèrica. Acabada la Guerra del Francès, va deixar aquesta activitat per establir-se com a hisendat amb immobles tant a Barcelona com en diverses poblacions de la rodalia. De fet, entre el 1854 i el 1856 va obrir el passatge que duu el seu nom entre la Plaça Reial i la Rambla, per tal de cobrar-ne les rendes, esdevenint amb aquesta operació un dels grans propietaris de la Barcelona de l'època.
Va ser membre de la Caixa d'Estalvis i Mont de Pietat de Barcelona. Com que havia estat deixeble del professor Eudald Jaumeandreu, quan la Junta de Comerç va impulsar el 1821 la Comissió de Foment, juntament amb la diputació i l'ajuntament, ell en va formar part. Políticament, era liberal moderat quan va ser diputat a les Corts entre el 1837 i el 1839, i també diputat provincial el 1847.